# King of Bandit Jing
King of Bandit Jing (王ドロボウJING Ō Dorobō Jing?, lit, Jing el Rey de los ladrones) es un manga perteneciente al género de acción/aventura escrito e ilustrado por Yuichi Kumakura serializada en la revista Comic Bom Bom de Kodansha entre 1995 y 1998; siendo posteriormente recopilado en siete volúmenes. En 1999 la serie continuó en Magazine Z de Kodansha, bajo el título Jing: King of Bandits: Twilight Tales hasta terminar en 2005. En 2002 fue adaptado a un anime de 13 episodios dirigido por Hiroshi Watanabe que consta además de una secuela en tres OVAs llamada King of Bandit Jing in Seventh Heaven.

## Sinopsis
La historia transcurre en un mundo surrealista en donde interactúan seres vivos, tanto reales como fantásticos, con seres inanimados. Dentro de este mundo se destaca la Ciudad de los Bandidos, lugar caracterizado por su extrema corrupción y delincuencia y en donde transcurre la mayor parte de la trama. Los personajes principales son Jing, el «Rey de los bandidos», y su camarada Kir, quienes recorren este mundo robando objetos valiosos, no tanto para hacer fortuna sino más bien para enfrentar desafíos y poner a prueba sus propias capacidades.

## Personajes

### Jing
- Seiyuu: Mitsuki Saiga

Es el primogénito de una familia de grandes ladrones. A pesar de su edad ha recibido el título de "Rey de los Bandidos", quien es capaz de robarse las estrellas desde el cielo (literalmente). En apariencia es un quinceañero vestido con botas, pantalones, polera negra y con un abrigo amarillo, lleva desarreglado su cabello negro, como la mayoría de los personajes de animé. En su brazo derecho lleva una espada retráctil con la que es tan peligroso como un ejército completo, pero aun así, su arma más poderosa es el "Kir Royal", la fusión entre él y su compañero Kir. No es mucho lo que se sabe sobre su pasado, excepto que espera volver a ver a su madre, que Kir ha estado siempre con él y que no tiene un hogar fijo. Es un joven maduro y de un intelecto tan desarrollado como sus capacidades físicas, mantiene siempre el control de la situación por medio del razonamiento, pero eso no le deja insensible a las emociones, las cuales pone siempre por delante en beneficio de los demás. Como ladrón su fama no tiene límites y es bien merecida, pero a diferencia del resto de los criminales, se caracteriza porque nadie conoce su rostro y busca la belleza de lo raro no por su valor, sino por el hecho de verlo y del logro que significa vencer el desafío de obtenerlo.

### Kir
- Seiyuu: Ryusei Nakao

Es el mejor amigo de Jing, es un cuervo parlante que lo acompaña desde siempre, se caracteriza por estar obsesionado con seducir mujeres, es un poco más materialista que Jing y con un carácter menos dado al razonamiento y más a la acción, algo impulsivo, por lo que siempre termina en algún problema, muy vanidoso, le gusta presentarse como el maestro de Jing y jactarse que sin él es un don nadie. Cuando lo requiere la situación, puede hacer el "Kir Royal", un ataque para el cual se une al brazo de Jing fusionándose a él por medio de sus patas, su cuerpo crece y sus alas se expanden, alineándose de forma que se transforma en un cañón viviente que dispara una poderosa bola de energía por la boca. Mientras Jing era pequeño y vivía con un grupo de niños huérfanos encontró el huevo de un ave y los crio hasta que eclosionó, desde allí nació Kir; un día Jing recibió de su madre por medio de Postino un arma especialmente diseñada para que su hijo usara cuando iniciara su vida cono el Rey de los Bandidos, este aparato fue destruido antes de poder ser usado cuando Jing debió proteger a Kir de un enemigo que los atacara, en ese momento Kir creó la transformación Kir Royal para compensar la pérdida de su amigo y ayudarlo a convertirse en el Rey.

### Postino
- Seiyuu: Shinichiro Miki

Este curioso personaje es, como su nombre lo dice (del italiano, literalmente cartero), un mensajero que viaja a lo largo de todo el mundo en motocicleta enviando mensajes y además, sirviendo a Jing de informante, ya que en cada situación en la que este se encuentra aparece Postino en su motocicleta, dejándole valiosa pero enigmática información, la cual más adelante, le será de utilidad. Jing envidia su capacidad para conocer y llegar a cualquier lugar y le ha prometido que algún día robará el mapa que hay en su cabeza, pero Postino no se preocupa, ya que dice que el mundo cambia siempre y su mapa mental cambia cada día.